# Glänzender Schwarzborstling
Der Glänzende oder Ungestielte Schwarzborstling (Pseudoplectania nigrella) ist ein Schlauchpilz aus der Familie der Sarcosomataceae. Er kann während des Frühjahrs in Nadelwäldern gefunden werden. Aus den Fruchtkörpern haben Forscher das wirksame Antibiotikum Plectasin isoliert.

## Merkmale

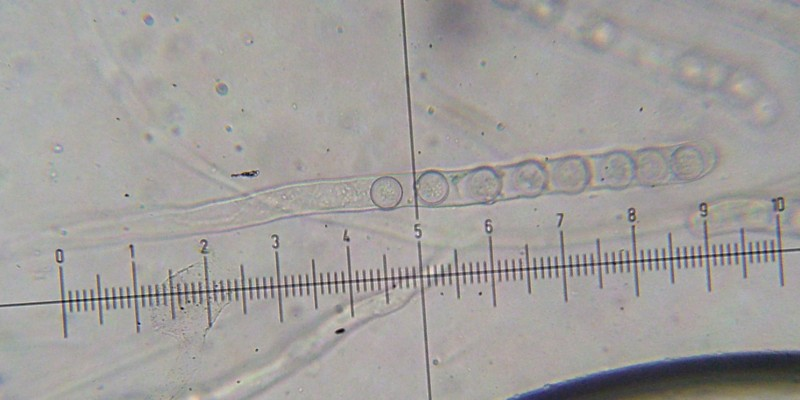
Mikrofoto: In dem Schlauch (Ascus) reifen 8 kugelige Sporen heran.

### Makroskopische Merkmale
Die ungestielten Fruchtkörper erreichen eine Höhe von 1,5 cm und einen Durchmesser von 1 bis 3 cm. Zunächst fast kugelig geschlossen öffnen sie sich zu einer aderig-runzeligen Scheibe. Der Rand ist scharf und zuletzt eingerissen. Die glänzend schwarze Fruchtschicht wird im Alter matt. Außen sind die Fruchtkörper braun-schwarz sowie dicht und kurz filzig besetzt. Das derbe, geruchlose Fleisch hat eine weißgraue Farbe.

### Mikroskopische Merkmale
Die zylindrischen Schläuche (Asci) haben eine langgestreckte Basis und werden 300–325 µm lang. Die runden, glatten Sporen besitzen einen Durchmesser von 10 bis 12 µm. Die sterilen Elemente in der Fruchtschicht (Paraphysen) sind langgezogen und braun gefärbt.

## Artabgrenzung
Die Fruchtkörper des Tannen-Schwarzborstlings (P. vogesiaca) erscheinen unmittelbar nach der Schneeschmelze an liegenden Stämmen und Ästen von Weiß-Tanne. Der deutlich seltenere Torfmoos-Schwarzborstling (P. sphagnophila) wächst im Frühsommer auf Torfmoosen. Neben dem speziellen Habitat ist er durch tiefer geformte Becher gekennzeichnet.

## Ökologie
Der Glänzende Schwarzborstling ist eine Art der Nadelwälder. Er kommt vor allem in Fichtenbeständen vor, gleichwohl ob sie natürlichen Ursprungs sind oder künstlich angebaut wurden wie zum Beispiel in der Norddeutschen Tiefebene und im Böhmischen Becken. Der Pilz lebt saprob im Rohhumus zwischen verrottenden Nadeln.
Seine Fruchtkörper erscheinen meist gesellig im Spätwinter bis Frühjahr an bemoosten Stellen.

## Verbreitung
Der Pilz ist weltweit verbreitet und wurde in Nordamerika, in der Karibik, Europa, Indien, Madagaskar, Neuseeland und Japan nachgewiesen.

## Bedeutung

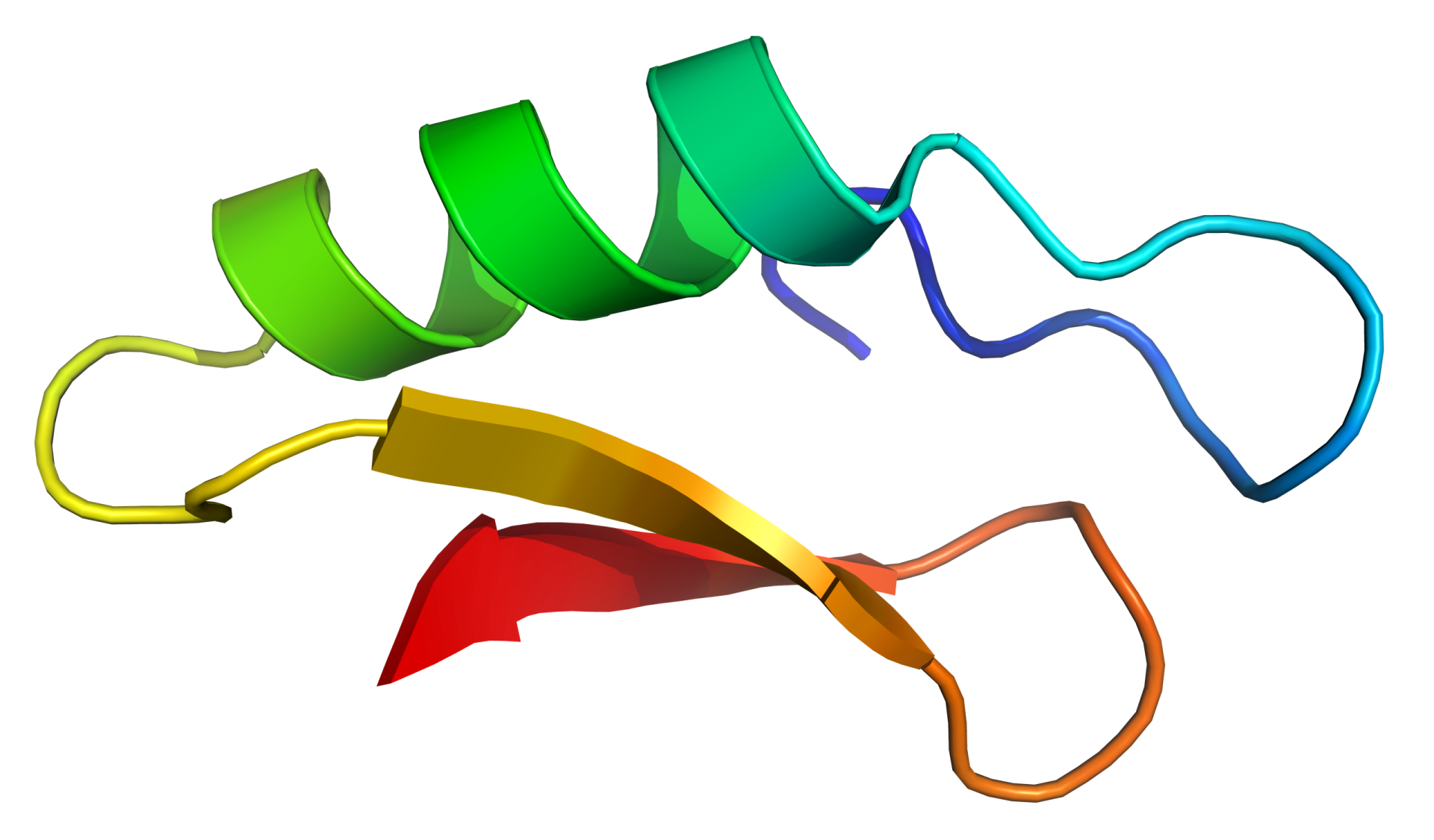
Abbildung der Sekundärstruktur von Plectasin

Defensine sind Antibiotika auf Proteinbasis, die meist in Tieren und höheren Pflanzen gefunden werden. Plectasin wurde in Pseudoplectania nigrella entdeckt und ist das erste Defensin, das aus einem Pilz isoliert wurde. Die chemische Struktur von Plectasin ähnelt Defensinen, die in Spinnen, Skorpionen, Libellen und Muscheln gefunden wurden. Im Laborversuch hemmte Plectasin erfolgreich das Wachstum von Streptococcus pneumoniae, auch bei Stämmen, die gegen herkömmliche Antibiotika resistent sind. Plectasin ist nur schwach toxisch in Mäusen und heilte sie bei Bauchfellentzündung und Pneumonie, die durch Streptococcus pneumoniae ausgelöst wurden und zeigt daher sein therapeutisches Potenzial.